# Сігуре (1936)
Сігуре (Shigure, яп. 時雨) – ескадрений міноносець Імперського флоту Японії, який брав участь у Другій світовій війні.
Корабель, який став другим серед есмінців типу «Сірацую», спорудили у 1936 році на верфі Uraga Dock.
На момент вступу Японії до Другої світової війни «Сігуре» належав до 27-ї дивізії ескадрених міноносців, яка за планами японського командування певний час повинна була залишатись у водах метрополії. 7 грудня 1941-го «Сігуре» разом з іншими есмінцями вийшов із Внутрішнього Японського моря до островів Огасавара для супроводу великого з’єднання лінкорів. Останнє, за необхідності, мало надати допомогу ударному авіаносному з’єднанню («Кідо Бутай»), яке поверталось після удару по Перл-Гарбору. Втім, японські авіаносці ніхто не переслідував і 13 грудня лінкори повернулись до Куре. А з 18 по 23 грудня «Сігуре» виходив у море для зустрічі та супроводу самого «Кідо Бутай».
З 18 січня по 4 лютого 1942-го «Сігуре» разом зі ще одним есмінцем супроводив конвої з японського порту Моджі до Формози (Тайваню), а потім звідти до Куре. А 17 лютого – 2 березня ті саме есмінці ескортували легкий авіаносець «Дзуйхо», який здійснив доставку літаків в з Йокосуки до порта Давао на південному узбережжі філіппінського острова Мінданао (тут була передова база для наступу на схід Нідерландської Ост-Індії) і далі перейшов у Куре.
15 квітня 1942-го «Сігуре» та 3 інші есмінці дивізії вийшли з Японії до Мако (важлива база ВМФ на Пескадорських островах у південній частині Тайванської протоки). 18 квітня у Мако прибули два авіаносці, які повертались із рейду до Індійського океану. Всього в останньому брали участь п’ять авіаносців, проте три інші з урахуванням технічного стану відправили до Японії на ремонт, тоді як «Сьокаку» та «Дзуйкаку» виявилось можливим використати в операції із оволодіння Порт-Морсбі на оберненому до Австралії узбережжі Нової Гвінеї. В межах цих планів «Сігуре» супроводив зазначені авіаносці на атол Трук у центральній частині Каролінських островів (тут ще до війни створили потужну базу японського ВМФ), куди загін прибув 25 квітня. Тут до загону з Мако приєднались 2 важкі крейсери, які під охороною 2 есмінців прибули з Японії, і 1 травня ці сили рушили в похід. Спершу вони прямували в південно-східному напрямку, а за кілька діб обігнули Соломонові острова зі сходу та змінили курс на західний. 8 травня відбулась битва в Кораловому морі, яка хоч і завершилась тактичною перемогою японців, проте призвела до скасування операції проти Порт-Морсбі.
З 13 травня 1942-го «Сігуре» разом з 2 іншими есмінцями охороняв 2 важкі крейсери, які здійснювали дистанційне прикриття операції по узяттю під контроль островів Науру та Оушен. Десантний загін вже рушив до Науру, проте 15 травня надійшло повідомлення про перебування у регіоні американського авіаносного з'єднання (це були авіаносці «Ентерпрайз» та «Хорнет», які не встигли прибути вчасно, щоб узяти участь у битві в Кораловому морі). На основі цієї інформації японці скасували операцію по оволодінню Науру (лише у серпні, після висадки американців на Гуадалканалі, вони повернуться до питання розширення контролю на сході Мікронезії) і 16 травня «Сігуре» був на Труці.
17—22 травня 1942-го «Сігуре» та 2 інші есмінці супроводили згадані вище важкі крейсери до Куре, де збирались сили для мідвейсько-алеутської операції. В межах останньої «Сігуре» та ще 10 есмінців та 2 легкі крейсера охороняли загін адмірала Такасу Сіро, який мав 4 лінкора та повинен був забезпечувати прикриття операцій на Алеутах. Певний час угруповання Сіро рухалось разом із головними силами адмірала Ямамото, а вранці 4 червня відокремилось та попрямувало до визначеного йому району. Оскільки американці не залучили надводні кораблі для протидії висадці японців на заході Алеутського архіпелагу, загін Сіро так і не вступив у бій, а 17 червня прибув до Японії.
7 серпня 1942-го союзники висадились на сході Соломонових островів, що започаткувало шестимісячну битву за Гуадалканал та змусило японське командування перекидати сюди підкріплення. 11 серпня «Сігуре» та ще 9 есмінців вирушили для ескорту великого загону надводних кораблів (включав 1 лінкор, 5 важких та 1 легкий крейсер, 1 гідроавіаносець), що вийшов із Йокосуки та 17 серпня прибув на атол Трук у центральній частині Каролінських островів (тут ще до війни створили потужну базу японського ВМФ, з якої до лютого 1944-го провадились операції у цілому ряді архіпелагів).
Втім, на відміну від більшості кораблів загону, «Сігуре» спершу використали для операції на островах Гілберта, де американці з метою відволікання уваги ворога від Соломонових островів провели диверсійний рейд на острів Макін. 18 – 21 серпня 1942-го «Сігуре» здійснив перехід з Труку на Макін, а через кілька діб прикривав переобладнані канонерські човни Дайдо-Мару та Каторі-Мару, які 31 серпня прийняли на Макіні бійців десанту (на той час на цей острів вже були доправлені суттєві підкріплення) та 2 вересня висадили їх на атолі Абемама у південній частині архіпелагу. Надалі «Сігуре» опинився на атолі Джалуїт (Маршаллові острова), звідки 9 вересня нарешті вирушив до Меланезії. Разом з есмінцем «Сірацую» він попрямував на з’єднання з головними силами, які того ж дня вийшли з Труку для патрулювання північніше від Соломонових островів в межах підтримки операцій на Гуадалканалі. На шляху до району призначення «Сігуре» та «Сірацую» провели розвідку та бомбардування острова Ндені (острови Санта-Круз), відносно якого у японського командування були підозри щодо наявності тут ворожої бази.
Головні сили перебували у морі два тижні, проте до якогось зіткнення з супротивником не дійшло і 23 вересня 1942-го японські кораблі повернулись на Трук. Що стосується «Сігуре», то він вже 24 вересня перебував в районі Палау (важливий транспортний хаб на заході Каролінських островів), де узявся за супровід конвою та 29 вересня привів його до Рабаула – головної передової бази в архіпелазі Бісмарка, з якої здійснювались операції на Соломонових островах та сході Нової Гвінеї. 29 вересня – 1 жовтня «Сігуре» супроводив танкер «Тоа-Мару» з Рабаула до якірної стоянки Шортленд (прикрита групою невеликих островів Шортленд акваторія біля південного завершення острова Бугенвіль, де зазвичай відстоювались бойові кораблі та перевалювались вантажі для подальшого відправлення далі на схід Соломонових островів).
На Шортленді «Сігуре» залучили до виконання транспортних завдань (доставка підкріплень та вантажів на швидкохідних есмінцях до району активних бойових дій стала типовою для японського флоту в кампанії на Соломонових островах). 4, 7 та 10 жовтня «Сігуре» вирушав до Гуадалканалу з транспортними місіями. 12 жовтня есмінець виходив з Шортленду для зустрічі гідроавіаносців «Ніссін» і «Тітосе», що повертались із транспортного рейсу (висока швидкість цих кораблів дозволила залучити їх до постачання Гуадалканалу). А 13 жовтня «Сігуре» разом зі ще 7 есмінцями попрямували на схід як охорона 1-го штурмового конвою до Тассафаронга. В ніч на 14 жовтня конвой почав розвантаження, а з настанням дня втратив унаслідок ударів авіації три судна, втім, інші три судна та всі есмінці змогли повернутись на Шортленд. В наступні тижні транспортні рейси продовжились і «Сігуре» виходив до Гуадалканалу 17 та 29 жовтня, 2, 5 та 8 листопада.
Тим часом японське командування готувало проведення до острова великого конвою з підкріпленнями (що в підсумку вилилось у вирішальну битву надводних кораблів біля Гуадалканалу). За японським задумом, напередодні підходу транспортів два лінкори адмірала Абе мали провести артилерійський обстріл аеродрому Гендерсон-Філд (за місяць до того така операція була здійснена доволі вдало). «Сігуре» не включили безпосередньо до загону Абе, проте разом з двома іншими есмінцями він вийшов з Шортленду та наблизився до району майбутньої операції, щоб нести дозорну службу в районі островів Рассел, які лежать за п’ять десятків кілометрів на північний захід від Гуадалканалу. Втім, в ніч на 13 листопада біля Гуадалканалу кораблі Абе перестріло американське з’єднання із крейсерів та есмінців, яке понесло значні втрати, проте зірвало обстріл аеродрому. Один з японських лінкорів – «Хіей» – унаслідок пошкоджень не зміг полишити район та у підсумку був добитий авіацією. «Сігуре» перебував поряд з «Хіей» під час бою з літаками, а потім провадив операцію по зняттю з нього екіпажу. Бої біля Гуадалканалу тривали ще дві доби, проте «Сігуре» так і не взяв у них участі, а 18 листопада прибув на Трук.
В наступні кілька місяців «Сігуре» переважно ніс ескортну службу. З 21 грудня 1942 по 8 січня 1943 разом з іншим есмінцем він супроводив ескортний авіаносець «Чуйо» з Труку до Йокосуки та назад, а 15 – 20 січня пройшов з Труку до Шортленду із ешелоном А конвою №35, який доправляв війська з Китаю (при цьому було втрачене одне з транспортних суден), після чого повернувся на Трук. З 31 січня по 9 лютого есмінець виходив з Труку для охорони великого угруповання, що патрулювало північніше від Соломонових островів задля прикриття евакуації з Гуадалканалу, після чого повернувся до ескортної служби та 15 – 20 лютого разом зі ще 2 есмінцями охороняв 2 лінкора, важкий крейсер та гідроавіаносець під час переходу з Труку до Йокосуки.
Пройшовши ремонт у Сасебо, «Сігуре» 13—21 березня 1943-го прямував звідси з конвоєм на Трук. Після цього з 16 по 25 квітня корабель здійснив круговий рейс до Йокосуки та назад для супроводу ескортних авіаносців "Чуйо" і «Тайо» (у кожному з переходів окрім «Сігуре» брали участь ще 3 есмінці, хоча лише «Аріаке» взяв участь в обох).
17 – 22 травня 1943-го «Сігуре» та 4 інші есмінці супроводили до Йокосуки авіаносець, 3 лінкори та 2 важкі крейсери. За кілька діб до того американці розпочали операцію по узяттю під контроль Атту (острів на заході Алеутського архіпелагу, захоплений японцями в червні 1942-го) і тепер японське командування збирало сили для контратаки. Втім, ще до завершення травня спротив гарнізону Атту добіг завершення і контратаку скасували. Як наслідок, 16 червня «Сігуре» знову вирушив до Океанії, разом зі ще 8 есмінцями здійснюючи ескортування великого угруповання (1 легкий та 2 ескортні авіаносці, 2 лінкори та 2 важкі крейсери) з Японії на Трук. 21 червня цей загін прибув до пункту призначення, а 24 червня —3 липня «Сігуре» здійснив рейс до острова Науру та назад, супроводивши туди транспорт «Акібасан-Мару» (конвой "Науру У№3"), при цьому зворотний шлях на Трук есмінець виконав самостійно.
З 8 по 13 липня 1943-го «Сігуре» та легкий крейсер супроводжували авіаносець «Дзюнйо», який здійснив рейс з Труку до атолу Кваджелейн та назад, маючи за мету доставити літаки на Маршаллові острова. 14 липня ті ж кораблі розпочали ескортування «Дзунйо» у ще одному подібному рейсі, тільки тепер пунктом доставки літаків був архіпелаг Бісмарка. 15 липня кораблі прибули у Кавієнг (друга за значенням японська база у архіпелазі, розташована на північному завершенні острова Нова Ірландія), після чого 16 – 17 липня «Дзунйо» прослідував до Рабаула (головна передова база в архіпелазі на острові Нова Британія, з якої здійснювались операції на Соломонових островах та сході Нової Гвінеї), де залишив другу частину літаків. 17 – 19 липня «Сігуре», ще один есмінець та легкий крейсер супроводили «Дзунйо» назад на Трук.
23 – 25 липня 1943-го «Сігуре» перейшов у Рабаул, після чого його задіяли у операціях в центральній частині Соломонових островів, де вже майже місяць йшла нова битва за архіпелаг Нью-Джорджія. 27 липня есмінець здійснив транспортний рейс до затоки Реката на північному узбережжі острова Санта-Ісабель (тут, північніше від Нью-Джорджії, знаходилась база японської гідроавіації), а 1 серпня виходив з аналогічною метою до острова Коломбангара (в центральній частині Нью-Джорджії). 6 серпня «Сігуре» знову рушив до Коломбангари разом з 3 іншими есмінцями, при цьому в ніч на 7 серпня цей загін був перехоплений американськими есмінцями та зазнав важкої поразки в бою у затоці Велья – лише «Сігуре» вцілів та зміг повернутись на базу (хоча в нього теж потрапила торпеда, проте вона не здетонувала). 17 – 18 серпня «Сігуре» з трьома іншими есмінцями здійснив вихід до острова Велья-Лавелья (найзахідніший в архіпелазі Нью-Джорджія) з метою прикриття загону барж, що призвело до нічного бою при Хораніу з кількома американськими есмінцями.
22 та 26 серпня 1943-го «Сігуре» разом зі ще щонайменше двома есмінцями здійснив евакуаційні виходи до Рекати, при цьому перший довелось скасувати через присутність ворожих сил. А 1 вересня есмінець виходив у протилежному до Тулуву на мисі Глочестер, що утворює західне завершення острова Нова Британія. 20 вересня «Сігуре» ходив до Буки (порт на однойменному острові біля північного завершення значно більшого острова Бугенвіль).
28 вересня та 2 жовтня 1943-го «Сігуре» у складі значної групи есмінців виходив до Коломбангари (центральна частина архіпелагу Нью-Джорджія) в межах операції по евакуації гарнізону острова. 6 – 7 жовтня 1943-го «Сігуре» та ще 8 есмінців провели евакуацію гарнізону з Велья-Лавелья, при цьому японський загін був вимушений вступити у бій із ворожими есмінцями, в якому зазнав поразки. Втім, «Сігуре» взяв участь у торпедній атаці, унаслідок якого отримав пошкодження американський есмінець «Селфрідж» (був відремонтований та знову став до ладу перед атакою на Маріанські острова).
Протягом кількох наступних тижнів жовтня 1943-го «Сігуре» здійснив цілий ряд транспортних рейсів – 8 жовтня до Тулуву, 23 жовтня до острова Гарове (у морі Бісмарка за три сотні кілометрів на захід від Рабаула), а 26 та 29 жовтня до Кавуву (Гавуву) на мисі Хоскінс (північне узбережжя Нової Британії дещо менш ніж за дві з половиною сотні кілометрів на південний захід від Рабаула). У трьох останніх випадках корабель діяв разом з есмінцем «Сірацую».
Тим часом союзники готувались до великої атаки на заході Соломонових островів і 1 листопада 1943-го висадили десант на острові Бугенвіль. Японське командування спробувало протидіяти наявними у Рабаулі силами і в ніч на 2 листопада «Сігуре» взяв участь у сутичці біля плацдарму союзників, відомій як битва в затоці Імператриці Августи. Сам «Сігуре» у ній не постраждав, проте японці зазнали поразки і втратили легкий крейсер та есмінець, ще кілька кораблів отримали пошкодження.
6 листопада 1943-го «Сігуре» здійснив транспортний рейс до Буки, а 8 – 12 листопада ескортував конвой №2082 з Рабаула на Трук. Під час останнього рейсу був потоплений транспорт «Токіо-Мару» і «Сігуре» врятував біля семи десятків осіб, що перебували на ньому. 12 – 17 листопада «Сігуре» та ще один есмінець супроводили до Сасебо 2 важкі крейсери, які зазнали пошкоджень у тій же битві в затоці Імператриці Августи.
24 грудня 1943-го есмінець вирушив на Трук, проте у протоці Бунго (між островами Кюсю та Сікоку) зіткнувся зі рибацьким судном та був вимушений витратити певний час на ремонт. Нарешті, 4 – 11 січня 1944-го «Сігуре» разом зі ще одним есмінцем пройшов з Йокосуки на Трук, ескортуючи при цьому флотське судно-рефрижератор «Ірако».
19 – 31 січня 1944-го «Сігуре» та ще один есмінець провели танкерний конвой з Труку до нафтовидобувного регіону острова Борнео, а 3 – 14 лютого ескортували конвой з пальним з Балкіпапану (центр нафтовидобутку на східному узбережжі Борнео) на Трук. Всього за три доби після повернення есмінця на базу Трук став ціллю для потужного рейду американського авіаносного з’єднання, яке знищило кілька десятків кораблів та суден. Сам «Сігуре» пережив атаку, проте був пошкоджений прямим влучанням бомби, яка уразила одну з установок головного калібру, загинув 21 член екіпажу. Того ж 17 лютого есмінець полишив Трук та 19 лютого прибув на Палау, де пройшов аварійний ремонт. 6 – 22 березня «Сігуре» ескортував конвой з Палау через Формозу до Сасебо, де пройшов повноцінне відновлення. При цьому пошкоджена установка головного калібру була замінена на строєну установку 25-мм зенітних автоматів.
11 – 16 травня «Сігуре» та шість інших есмінців ескортували з Японії до Таві-Таві (у філіппінському архіпелазі Сулу поряд з нафтовидобувними районами острова Борнео) загін із 3 авіаносців, 3 легких авіаносців і 1 лінкора (японське командування готувалось до ворожої атаки на головний оборонний периметр імперії, який проходив через Маріанські острова, Палау та захід Нової Гвінеї, до того ж через дії американських підводних човнів на комунікаціях видавалось доцільним тримати флот ближче до районів видобутку нафти).
30 – 31 травня 1944-го «Сігуре» разом зі ще 5 есмінцями супроводив з Таві-Таві до Давао лінкор та 2 важкі крейсера, що було пов’язане із планами по протидії ворожим силам, які наприкінці травня висадились на острові Біак біля північно-західного узбережжя Нової Гвінеї. У Давао «Сігуре» перейшов до складу транспортної групи, яка включала 1 важкий та 1 легкий крейсер та ще 2 есмінця і 2 червня вийшла до Нової Гвінеї. Невдовзі похід скасували через втрату раптовості, після чого кораблі зайшли до Соронгу (північно-західне завершення Нової Гвінеї) та висадили тут частину бійців. 8 червня 1944-го «Сігуре» знову вийшов до Біаку. Втім, його загону не вдалось досягнути мети через сутичку із ворожим з’єднанням крейсерів та есмінців, а також дії авіації, яка потопила есмінець «Харусаме», причому «Сігуре» підібрав 110 вцілілих моряків з цього корабля. Сам «Сігуре» отримав певні пошкодження від влучання двох снарядів, загинуло 7 членів екіпажу. Після цього есмінець прослідував до Давао, куди прибув 12 червня.
Того ж 12 червня 1944-го американці розпочали операцію по оволодінню Маріанськими островами і невдовзі головні сили японського флоту вийшли з Таві-Таві для контратаки. «Сігуре» приєднався до них та разом з 7 іншими есмінцями і легким крейсером забезпечував охорону загону «В». 19 – 20 червня японці зазнали важкої поразки в битві у Філіппінському морі, при цьому «Сігуре» разом з есмінцем «Хамакадзе» провадив порятунок членів екіпажу авіаносця «Хійо», потопленого американською авіацією. За кілька діб головні сили японського флоту прибули до Японії.
8 – 16 липня 1944-го «Сігуре» взяв участь у супроводі головних силами флоту з Куре в район Сінгапуру на якірну стоянку Лінгга.
7 – 18 серпня 1944-го «Сігуре» разом з легким крейсером «Кіну» здійснив транспортний рейс з якірної стоянки Лінгга через Бруней та Манілу до Палау (на переході до Маніли їм склав компанію ще один есмінець). 20 серпня, коли кораблі вже здійснювали зворотній перехід до Маніли, їх спрямували для пошуків членів екіпажу легкого крейсера «Наторі», який був потоплений підводним човном. Втім, відшукати вцілілих не вдалось (більша частина з них зможе добратись на рятувальних човнах до Мінданао, а менша після кількох тижнів перебування у морі буде підібрана американцями). 25 серпня – 2 вересня «Сігуре» та «Кіну» прослідували з Маніли до Лінгга.
У середині жовтня союзники розпочали операцію на Філіппінах і 18 жовтня 1944-го головні сили японського флоту полишили район Сінгапура. Вони прослідували до Брунею, після чого розділились на два з’єднання. «Сігуре» увійшов до ескорту диверсійного загону адмірала Нісімури, який мав прослідувати до району висадки союзників у затоці Лейте південним шляхом та відволікти на себе увагу ворожих сил. 24 жовтня під час переходу «Сігуре» отримав пряме влучання бомбою в передню установку головного калібру, загинуло 5 членів екіпажу. А вже у ніч на 25 жовтня загін Нісімури був знищений в бою у протоці Сурігао, при цьому «Сігуре» виявився єдиним кораблем, що вцілів. Він отримав додаткові пошкодження від влучання одного снаряду та близьких розривів і навіть тимчасово втратив здатність до кермування, проте у підсумку зміг полишити поле боя та 27 жовтня прибув до Брунею.
8 – 10 листопада 1944-го «Сігуре» та ще 2 есмінця ескортували авіаносець «Дзунйо», важкий крейсер «Тоне» та легкий крейсер «Кіну» з Брунею до Маніли (існує версія, що при цьому «Сігуре» та фрегати Chiburi і CD-19 потопили підводний човен «Гроулер»). 11 листопада цей загін (тільки без «Кіну») рушив до Японії. На переході його тричі зустрічали американські підводні човни (в останньому випадку це була «вовча зграя» із 4 субмарин), які двічі провели безрезультатні атаки. 17 листопада кораблі прибули до метрополії, після чого «Сігуре» пройшов доковий ремонт у Сасебо.
17 грудня 1944-го «Сігуре» вийшов з Куре, щоб разом з двома ескортними есмінцями супроводити авіаносець «Унрю», який прямував з транспортною місією до Маніли. Втім, вже 19 грудня підводний човен потопив «Унрю», після чого «Сігуре» взяв участь у порятунку вцілілих та 22 грудня прибув до Сасебо.
31 грудня 1944-го «Сігуре» разом зі ще 3 есмінцями та легким авіаносцем «Рюхо» почали супроводження конвою HI-87, який за кілька діб досягнув Формози. 10 січня 1945-го переформатований HI-87 рушив далі, при цьому «Сігуре» залишився єдиним великим кораблем ескорту (крім нього транспорти супроводжували численні фрегати). 13 січня конвой прибув до Гонконгу, а 17 січня «Сігуре» рушив далі, маючи під охороною лише танкер «Саравак-Мару». 24 січня вже біля узбережжя півострова Малакка, за п’ять сотень кілометрів на північ від Сінгапура, «Сігуре» був торпедований американським підводним човном «Блекфін». Есмінець затонув за 10 хвилин, загинуло 37 членів екіпажу.